# 프린세스 크루즈
프린세스 크루즈(Princess Cruises)는 카니발 코퍼레이션이 소유한 미국의 크루즈 라인이다. 본사는 샌타클라리타에 있으며 버뮤다에 법인 등록되어 있다. 2025년 기준 순이익으로 여섯 번째로 큰 크루즈 라인이다. 이전에는 P&O 프린세스 크루즈의 자회사였다. 이 라인은 전 세계 항로를 운항하는 15척의 선박을 보유하고 있으며, 미국 및 국제 승객을 대상으로 마케팅한다.
1980년대, 프린세스 크루즈는 미국 텔레비전 시리즈 사랑의 유람선 (1977년 드라마)의 주 배경이 퍼시픽 프린세스로 매주 방영되면서 명성을 얻었으며, 그 이후로도 브랜드는 이 시리즈와의 연관성을 계속 강조하고 있다.

## 역사

### 1965–1973: 초기

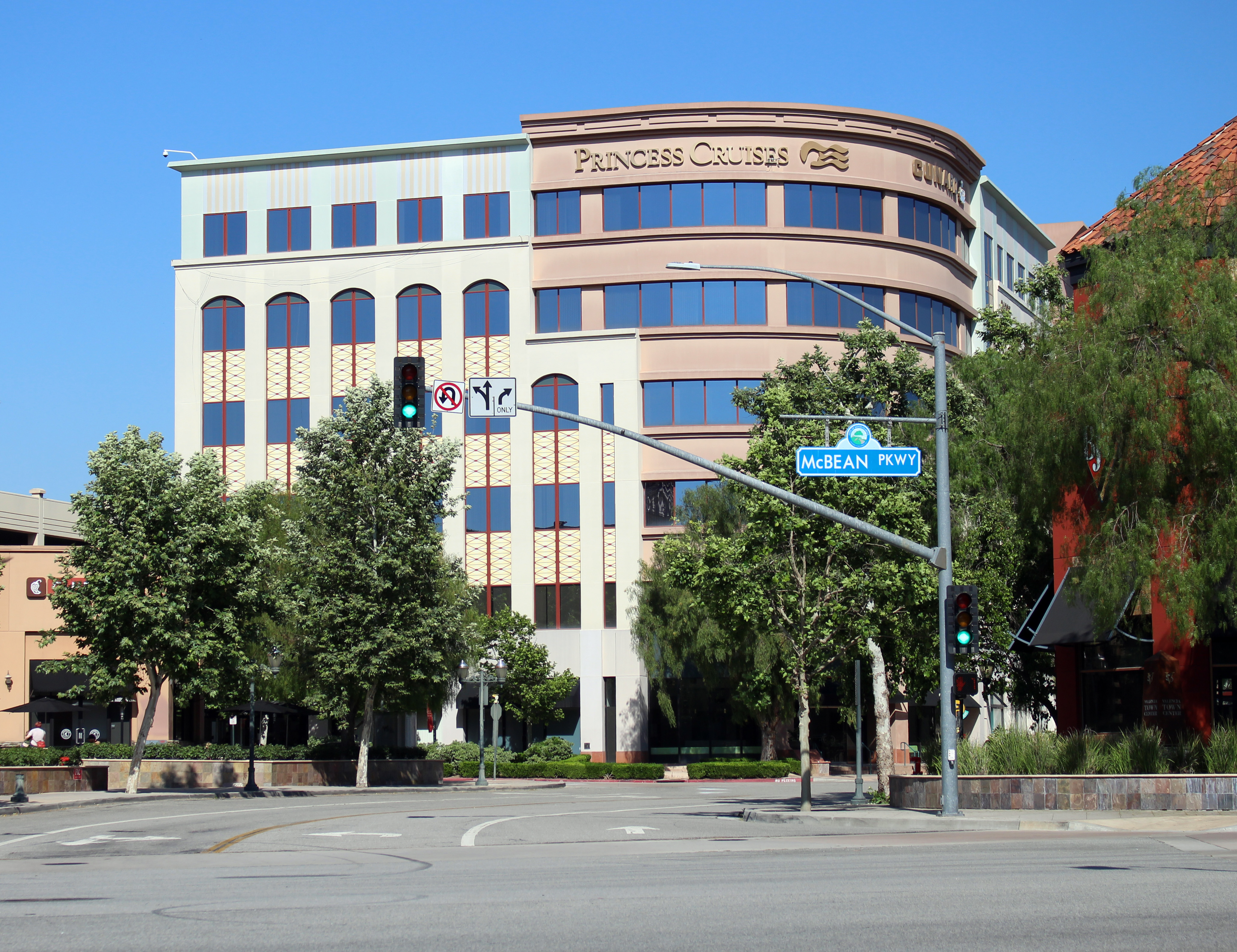
샌타클라리타에 위치한 프린세스 크루즈 본사

프린세스 크루즈는 1965년 설립자 스탠리 맥도널드가 겨울철에 보통 운항을 중단했을 캐나다 태평양 한정의 알래스카주 크루즈선인 프린세스 패트리샤를 로스앤젤레스에서 리비에라 (멕시코) 크루즈를 위해 전세내면서 시작되었다. 하지만 '프린세스 팻'이라고 불리던 이 배는 열대 크루즈를 위해 설계되지 않아 에어컨이 부족했고, 프린세스는 더 목적에 맞는 크루즈선인 이탈리아를 위해 이 전세 계약을 종료했다.
프린세스는 이 배를 프린세스 이탈리아로 마케팅했지만, 공식적으로 이름을 바꾸지는 않았고, 이 배를 이용해 로스앤젤레스에서 멕시코 리비에라 크루즈를 개시했으며, 1967년까지는 굴뚝에 프린세스 로고를 부착하지 않았다.
1969년, 프린세스 이탈리아는 샌프란시스코에서 알래스카 크루즈에 사용되었지만, 1973년에는 전세 계약이 취소되었고 이탈리아는 코스타 크루즈 라인에 전세되어 유럽으로 돌아갔다.
프린세스의 세 번째 전세선은 코스타의 카를라 C였다. 원래 제너럴 트랜스아틀란티크 컴퍼니의 SS 플란드르였던 이 배는 1960년대 후반 코스타가 매입하여 대대적인 재건축을 거쳤다. 거의 완공 직후 이 배는 프린세스에 전세되었고, 프린세스 카를라로 마케팅되었지만 공식적으로 이름이 바뀌지 않은 이 배 위에서 제럴딘 손더스가 그녀의 논픽션 책 "더 러브 보트"의 첫 장들을 썼다.

### 1974–1987: P&O, 프린세스 인수
1960년까지 320척의 원양 선박을 보유한 세계 최대 해운 회사였던 영국의 페닌슐라 & 오리엔탈 스팀 내비게이션 컴퍼니 (P&O)는 1974년 프린세스 크루즈 라인즈를 인수했으며, 이들의 런던의 정신 (원래 노르웨이 크루즈 라인의 시워드였음)은 프린세스 함대로 이전되어 최초의 선 프린세스가 되었다.

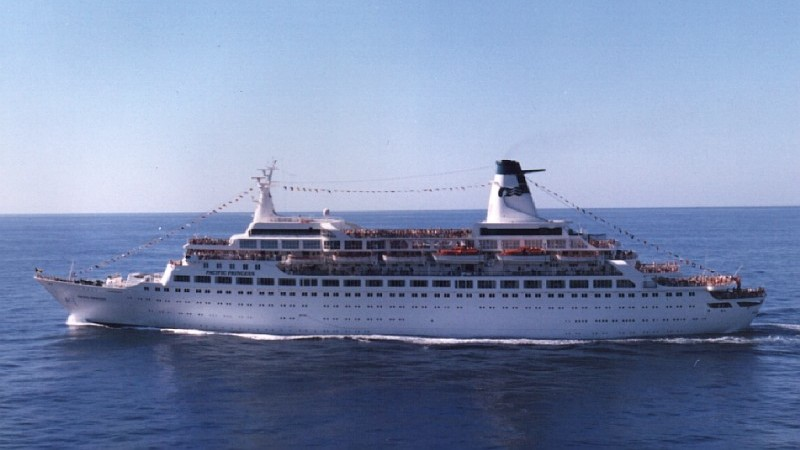
1987년의 퍼시픽 프린세스는 1974년에 인수되었다.

텔레비전 시리즈 사랑의 유람선 (1977년 드라마)에 크게 다뤄질 두 척의 배는 1971년 노르트제베르케에서 플래그십 크루즈를 위해 건조되었으며, 원래 시 벤처(원래 시 벤처를 위해, 1609년 난파로 버뮤다에 정착함)와 아일랜드 벤처로 명명되었다. 1974년 P&O는 이들을 프린세스 부문을 위해 매입했으며, 각각 퍼시픽 프린세스와 아일랜드 프린세스로 운항되었다.
프린세스 함대에 일시적으로 추가된 선박은 이전 스웨덴 대서양 정기선인 쿵스홀름으로, 1978년 P&O가 플래그십 크루즈에서 매입한 후 브레멘에서 시 프린세스로 재설계 및 재건축되었다. 그녀는 처음에는 1981년까지 P&O 선박으로 오스트레일리아에 기반을 두었고, 그 이후 오리아나가 그녀의 역할을 이어받았다. 그 후, 그녀는 함대를 오가며 P&O와 프린세스 색상 사이를 오갔다. 시 프린세스는 1995년 P&O 영국 함대에 영구적으로 돌아왔고 시 프린세스라는 새로운 프린세스 선박의 이름을 허용하기 위해 MV 빅토리아로 이름이 변경되었다.
1981년, 프린세스는 크루즈 라인의 첫 번째 카리브해 개인 목적지인 그레나딘 제도의 팜 섬에 기항하기 시작했다.

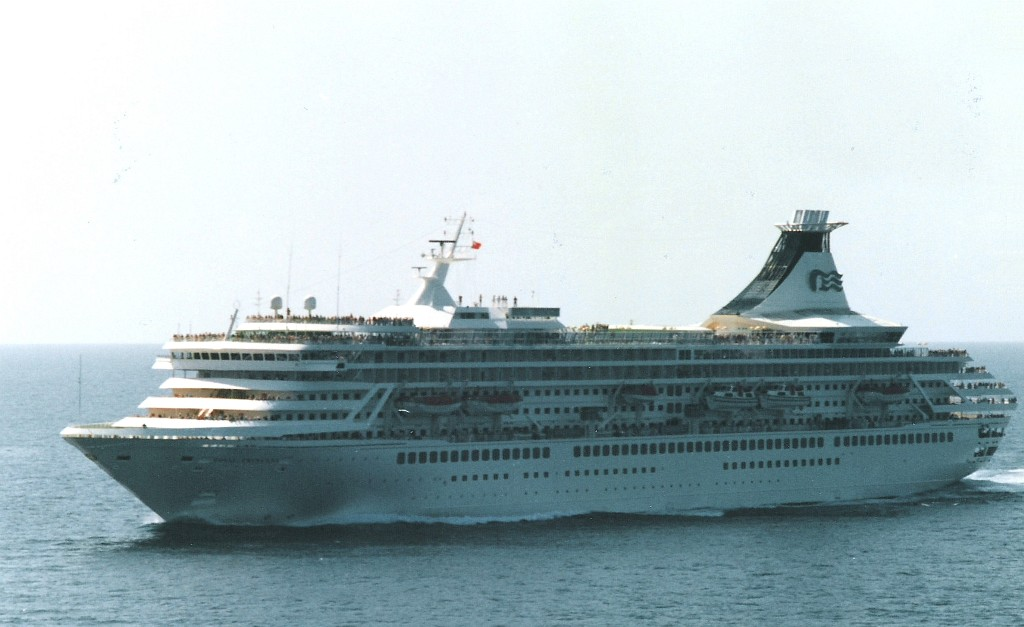
1984년에 건조된 로열 프린세스(1987년 모습)는 프린세스의 첫 목적지 전용 선박이었다.

P&O 프린세스 크루즈의 첫 번째 전용 크루즈선은 로열 프린세스로, 1984년 웨일스 공비 다이애나에 의해 명명되었다. 이 배는 10년 만에 가장 큰 신규 영국 여객선이었으며, 내부 선실을 완전히 없앤 최초의 선박 중 하나였다. 이 배는 2011년까지 P&O 크루즈 함대에서 아르테미스로 운항되었다.
1986년 P&O 프린세스 크루즈는 알래스카 철도에서 운영되던 투어 알래스카를 인수했다. 앵커리지에 본사를 둔 프린세스 투어는 현재 디날리산 (이전의 매킨리산)의 풀서비스 경관 투어를 제공하는 10대의 고급 궤도차를 운영하며 하루 700명 이상의 승객을 수용할 수 있다. 같은 해, 프린세스는 카리브해 섬 메이로의 솔라인 베이에 위치한 프린세스 베이를 공개했다. 프린세스 베이는 크루즈 라인의 두 번째 개인 섬 리조트로, 팜 아일랜드를 대체했으며, 주로 산후안 (푸에르토리코)에서 출발하는 크루즈 라인의 카리브해 항로에서 "모든 표류자의 첫 번째 선택"으로 마케팅되었지만, 현재는 더 이상 프린세스 개인 리조트가 아니다.

### 1988–1994: 시트마 인수, 프린세스 케이스

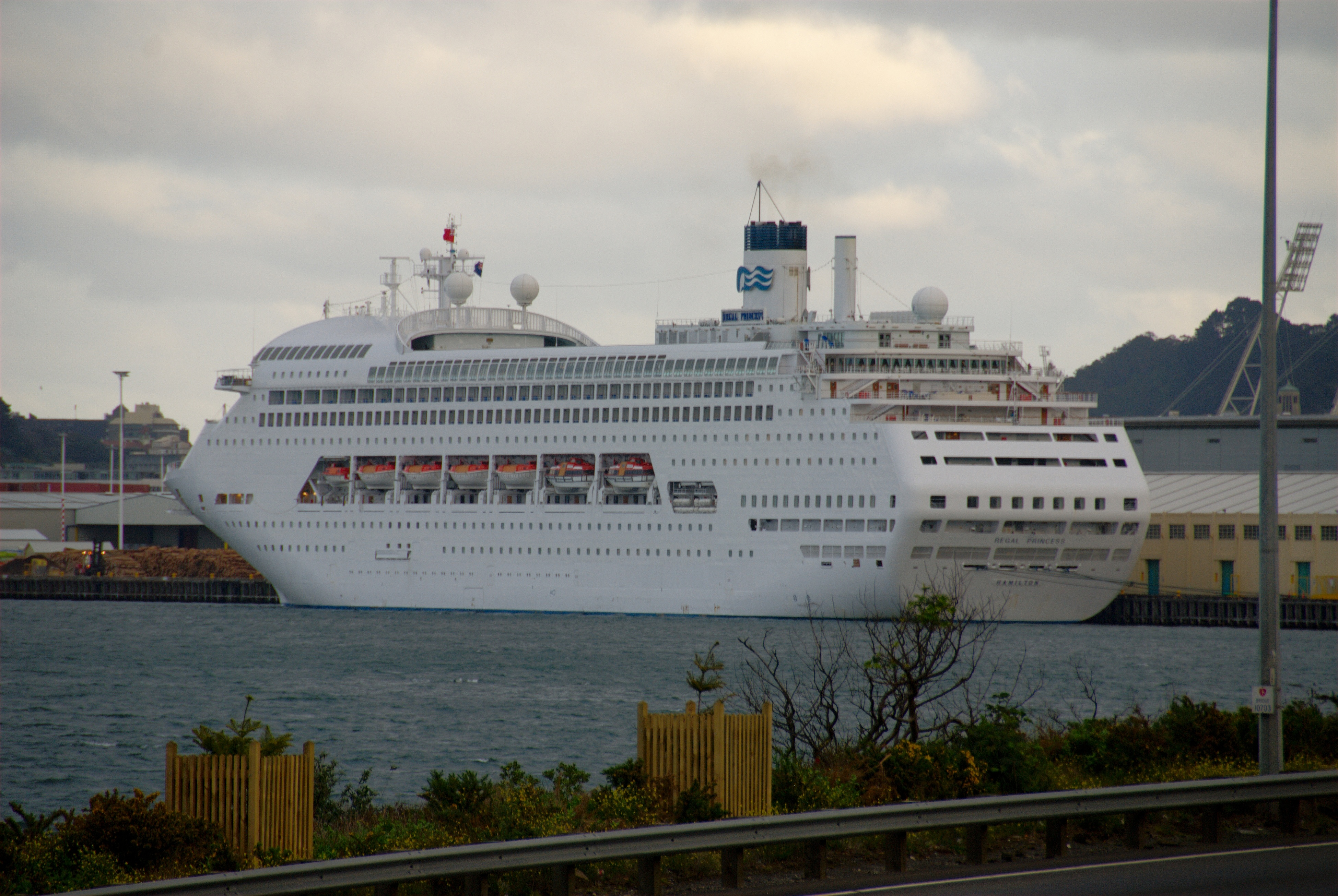
1990년에 건조된 리갈 프린세스 (2007년 모습)는 원래 시트마 크루즈를 위해 주문되었다.

P&O 프린세스 크루즈는 1988년 시트마 라인을 인수하고, 당시 건조 중이던 세 척의 크루즈선을 포함한 모든 주요 선박을 프린세스로 이전했다. 던 프린세스와 페어 프린세스는 모두 전 큐나드 선박이었고, 이전 시트마 페어스카이는 프린세스의 스카이 프린세스가 되었다. 세 척의 새로운 시트마 선박 중 첫 번째는 1989년 스타 프린세스로 프린세스 브랜드에 편입되었는데, 이는 영국에서만 운항하는 선박 중 가장 큰 규모였다. 유명 건축가 렌초 피아노가 원래 설계한 70,000 총 톤수의 크루즈선 두 척은 1990년 크라운 프린세스와 리갈 프린세스로 운항을 시작하여 프린세스의 함대를 10척의 디럭스 크루즈선으로 늘렸다. 이로 인해 프린세스 함대는 결국 6척의 선박이 추가되어 다른 카리브해 크루즈 라인과의 주요 경쟁자가 되었다.

#### 프린세스 케이스

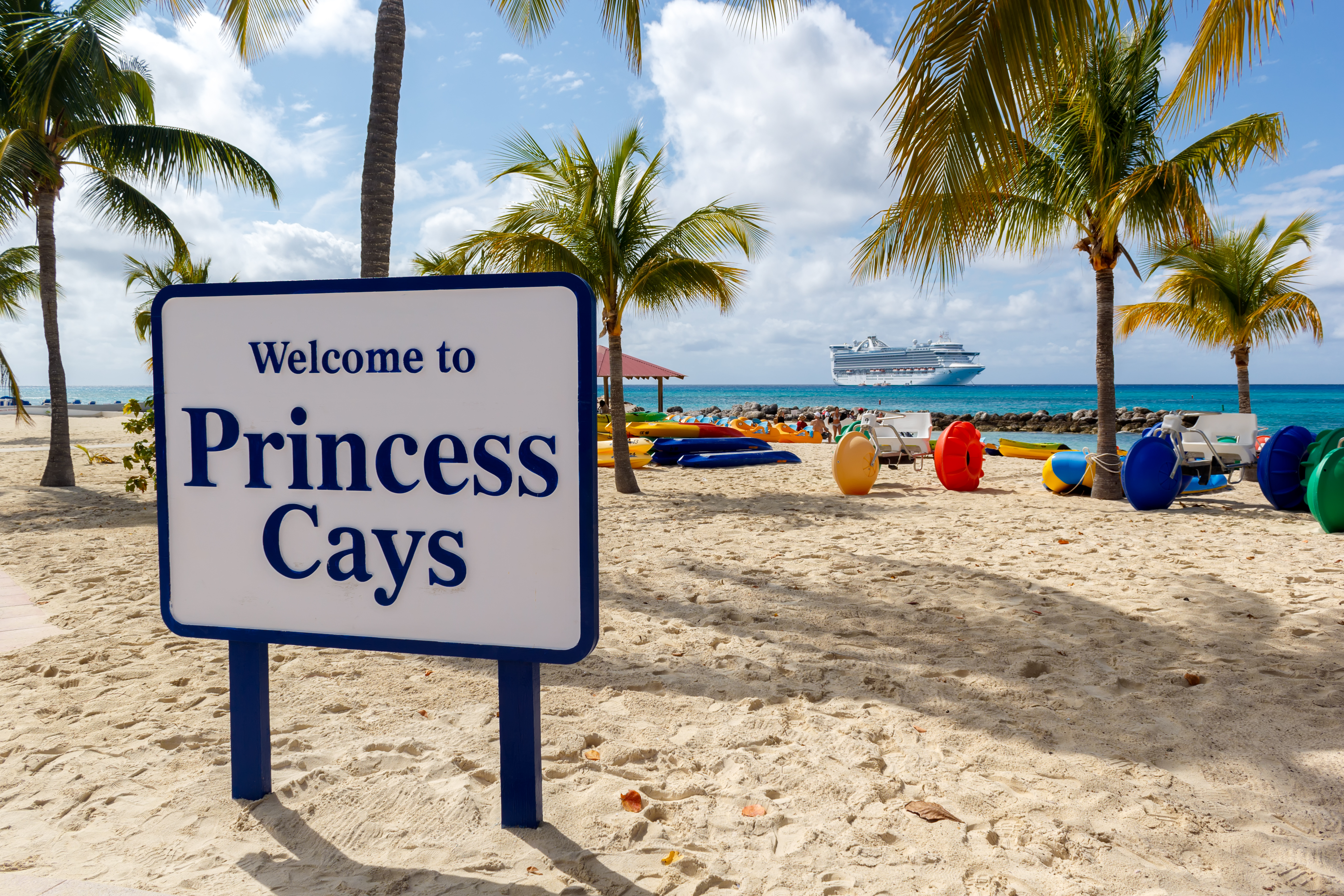
프린세스는 1991년 프린세스 케이스라는 자체 사설 섬 리조트를 개발하기 시작했다.

1991년, 프린세스 크루즈는 바하마의 일루서라섬 남쪽 끝에 위치한 프린세스 케이스라는 세 번째 카리브해 개인 리조트를 개발하기 시작했다. 이 개발은 120만 달러가 소요될 것으로 보고되었으며 1992년에 공개되어 크루즈 라인의 서부 카리브해 항로의 독점 기항지가 되었다. 이 개인 목적지는 자매 브랜드인 카니발 크루즈 라인과 홀랜드 아메리카 라인 간에 공유된다. 이 리조트는 2019년 1월 화재로 섬 남쪽 여러 건물이 손상되었다.

### 1995–1999: 기록적인 함대 현대화

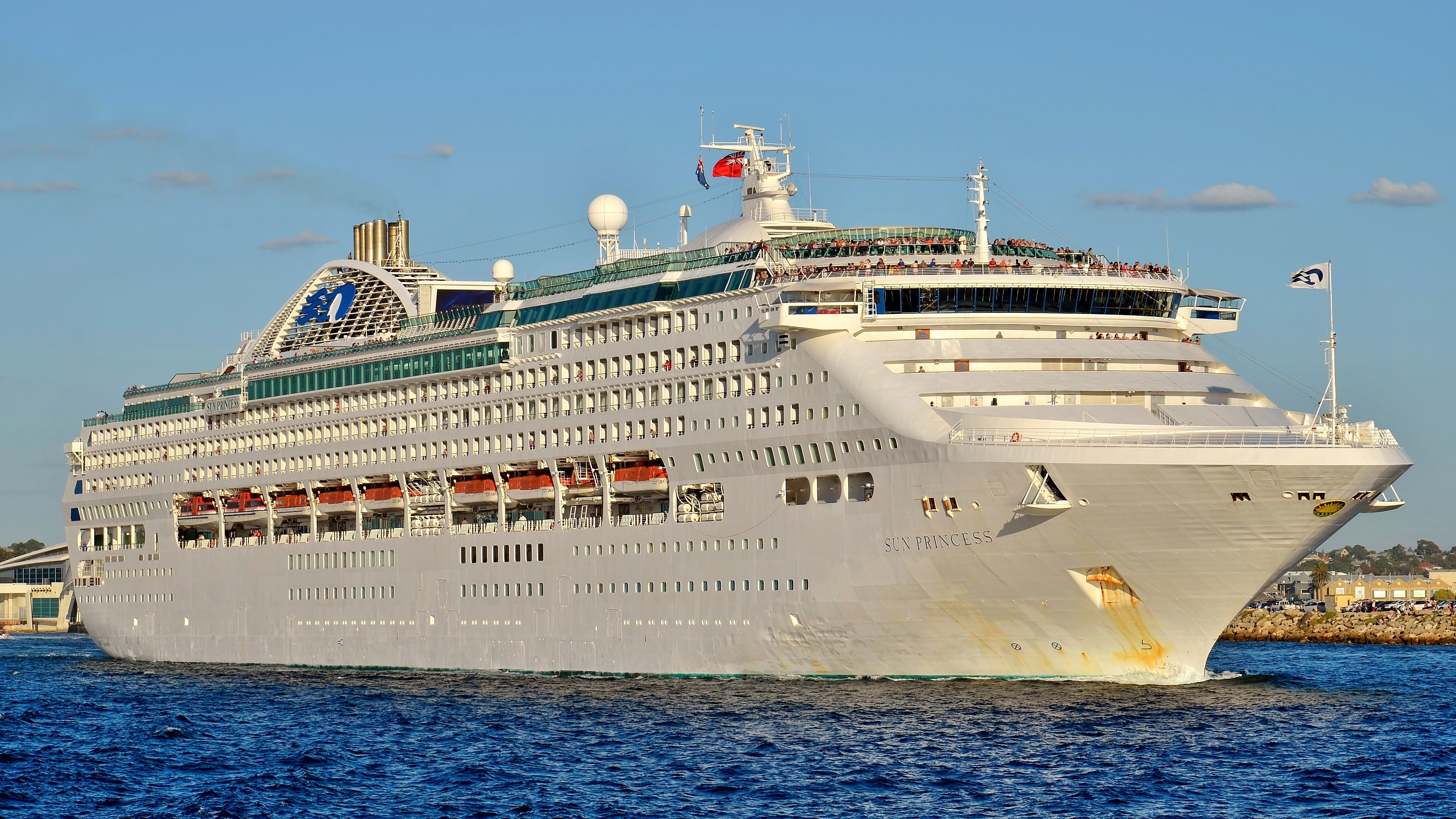
1995년에 건조된 선 프린세스 (2016년 모습)는 10년 만에 브랜드의 첫 목적지 전용 신조 선박의 도입을 알렸다.

1990년대 초반 프린세스는 대부분 시트마 크루즈 인수에서 물려받은 중고 선박으로 구성된 함대를 운영하고 있었다. 마지막으로 목적에 맞게 건조된 프린세스 신조선은 1984년의 로열 프린세스였고, 최근에 물려받은 3척의 신조선은 모두 시트마 크루즈를 위해 설계되었다. 새로운 건조 프로젝트가 시작되었고, 1995년에 선급의 선두 선박으로 선 프린세스가 첫 번째 신조선으로 데뷔했다. 이 선박은 이 등급의 4척 중 첫 번째였고, 이어서 던 프린세스, 시 프린세스, 오션 프린세스가 뒤를 이었다. 동시에 프린세스는 일부 노후 선박을 모회사인 P&O 크루즈와 그 자회사인 P&O 오스트레일리아로 이전하기 시작했다. 던 프린세스는 1993년에, 시 프린세스는 1995년에, 골든 프린세스는 1996년에, 페어 프린세스는 1997년에, 아일랜드 프린세스는 1999년에 함대에서 이탈했다.

#### 그랜드급

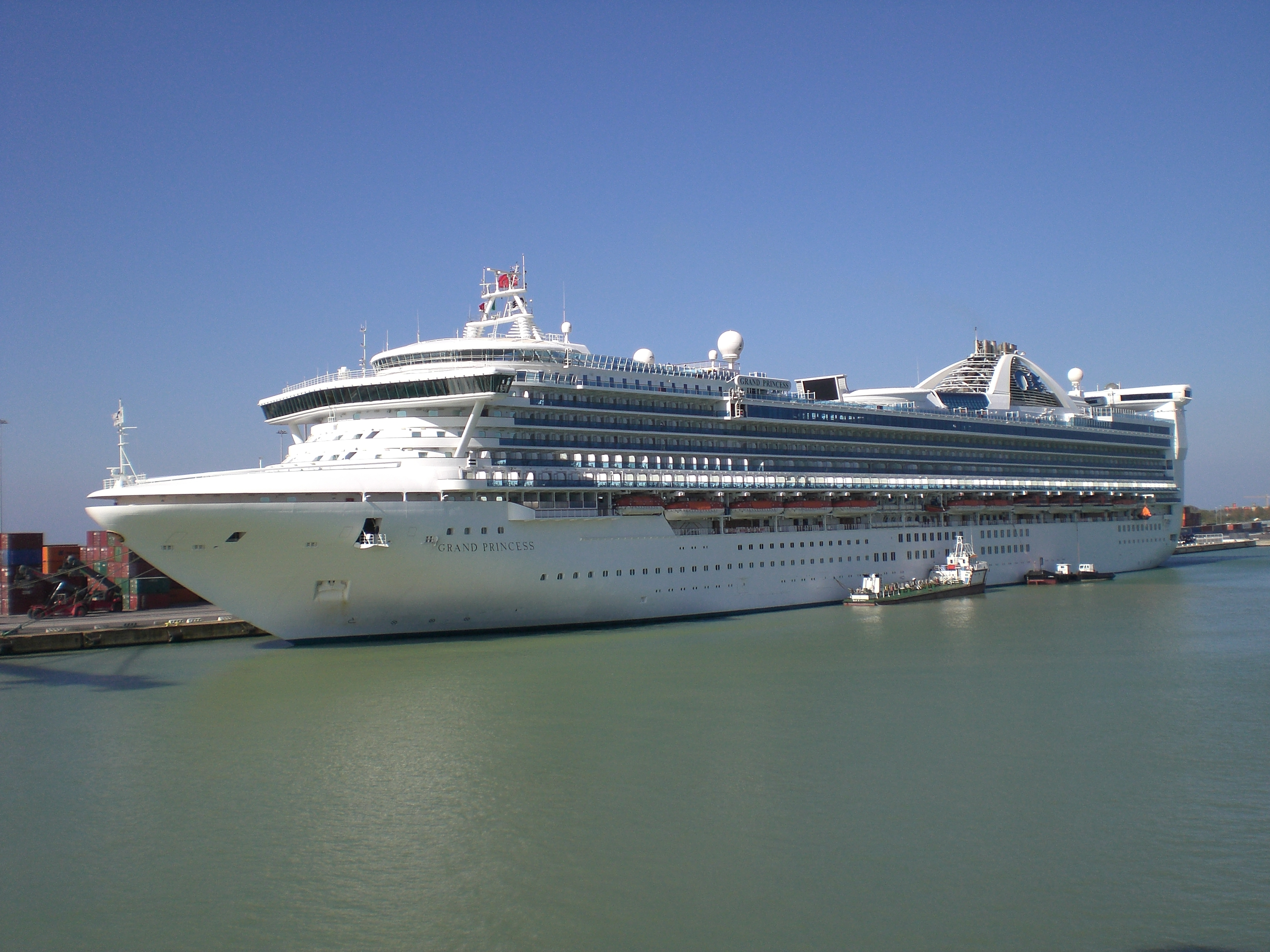
1998년에 건조된 그랜드 프린세스 (2009년 모습)는 인도 당시 세계에서 가장 큰 크루즈선이었다.

프린세스는 1998년 첫 번째 그랜드급 선박인 그랜드 프린세스를 공개했으며, 5월 26일 데뷔하여 올리비아 드 하빌랜드가 명명했다. 당시 4억 5천만 달러에 핀칸티에리가 건조한 이 선박은 지금까지 의뢰 및 완공된 여객선 중 가장 큰 규모였다. 이 등급의 두 척의 배, 골든 프린세스와 스타 프린세스가 뒤를 이어, 이후 6척의 선박에 걸쳐 이어진 디자인을 개척했으며, 마지막 선박은 2008년에 인도되었다.

### 2000–2002: P&O 프린세스 분사
2000년 10월 23일, 페닌슐라 앤 오리엔탈 스팀 내비게이션 컴퍼니 (P&O)는 승객 부문을 분사하여 독립 회사인 P&O 프린세스 크루즈를 설립했다. 2001년, 프린세스 크루즈 본사는 센추리시티에서 웨스트필드 발렌시아 타운 센터 근처의 샌타클라리타로 이전했다.
2001년 북미에서 골든 프린세스가 데뷔하면서 스카이 프린세스는 2000년 P&O 크루즈 오스트레일리아를 위해 오스트레일리아에 배치되어 페어 프린세스를 대체했다. 스카이 프린세스는 퍼시픽 스카이로 변모하여 최근 분사된 P&O 크루즈 오스트레일리아의 자매 브랜드의 첫 현대 시대 크루즈선이 되었다. 스타 프린세스는 2002년 3월에 운항을 시작하여 미국 서해안에서 상시 운항하는 첫 번째 "메가십"이 되었다. 2002년 6월, 크라운 프린세스는 P&O 프린세스의 새로운 스타트업 브랜드인 아이다 크루즈로 이전되어, 이 브랜드의 출범을 돕기 위해 아이다의 유일한 크루즈선이 되었다.
2002년, 사랑의 유람선 (1977년 드라마)의 배로 유명한 퍼시픽 프린세스는 27년간의 운항을 마치고 프린세스 함대를 떠났고, 이는 원래 프린세스 함대의 마지막이었다.

#### 코럴급 도입

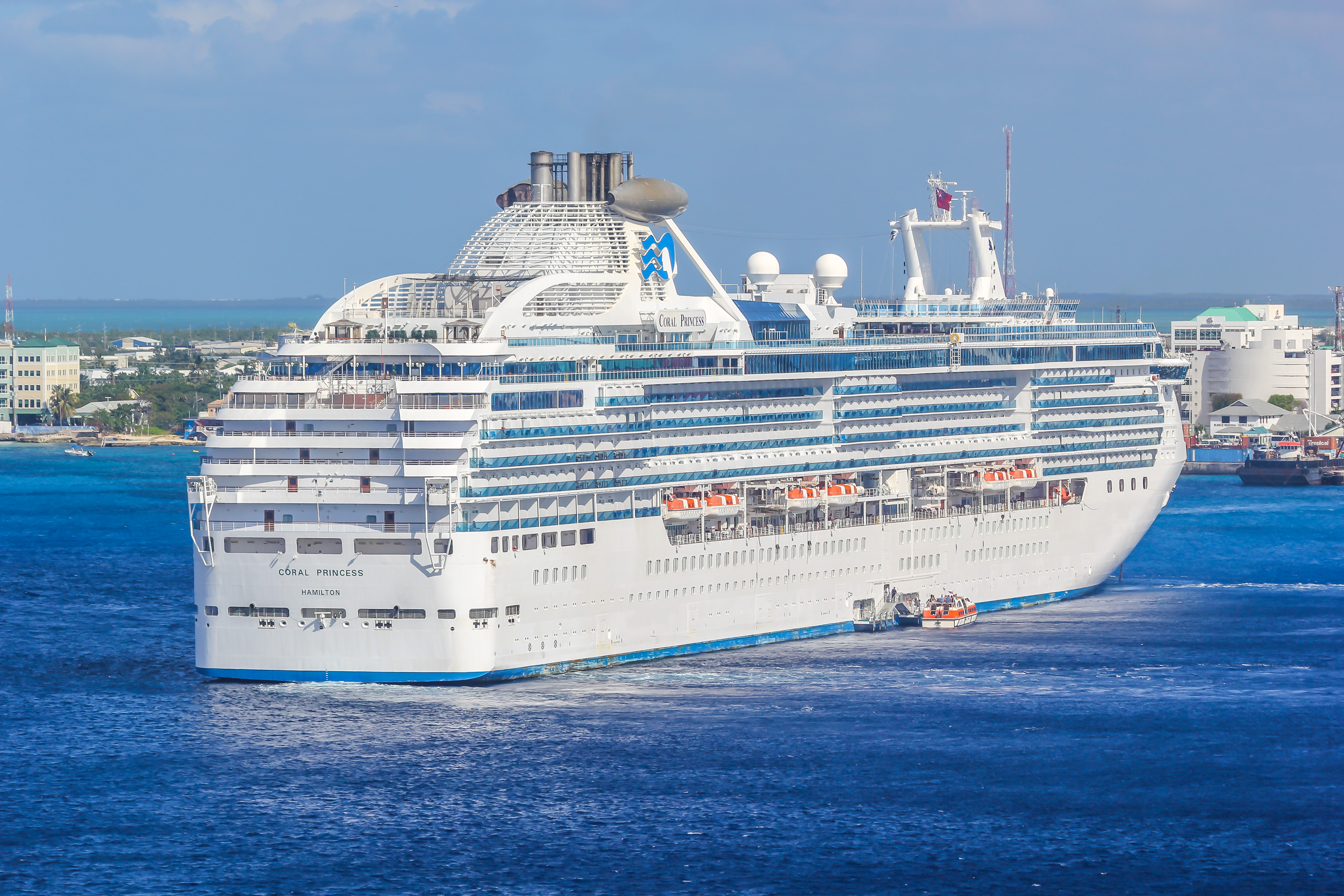
2002년에 건조된 코럴 프린세스 (2012년 모습)는 파나마 운하를 통과할 수 있도록 파나맥스 표준에 맞춰 최대화하여 건조되었다.

2002년과 2003년에 프린세스는 파나맥스 선박인 코럴 프린세스와 아일랜드 프린세스 두 척을 선보였다. 파나마 운하를 통과할 수 있는 최대 크기의 선박으로 건조된 이들은 더 긴 남부 카리브해 및 파나마 운하 크루즈에 배정되었다. 또한 이들은 굴뚝 양쪽에 거대한 장식용 가짜 터빈 엔진을 설치하여 당시 선박 공학의 추세인 추가 가스 터빈 엔진을 통합했다.

#### R급 선박 인수

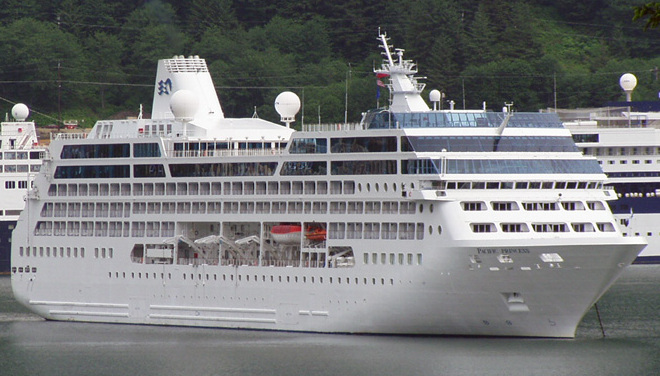
1999년에 건조된 퍼시픽 프린세스 (2012년 모습)는 2002년 르네상스 크루즈에서 인수되었다.

프린세스는 2002년부터 이전 르네상스 선박 두 척을 인수했다. 이들은 더 길고 이국적인 목적지 크루즈에 배치되었다. 함대에 합류한 선박은 타히티에 처음 기반을 두었다가 나중에 오션 프린세스로 이름이 변경된 타히티 프린세스와, 사랑의 유람선 (1977년 드라마)에 출연한 배의 유명한 이름을 되살린 퍼시픽 프린세스였다.

### 2003–2009: 카니발, P&O 프린세스 인수
P&O 프린세스 크루즈는 2003년 4월 17일 카니발 코퍼레이션과 54억 미국 달러 규모의 합병을 통해 세계 최대 크루즈 운영 회사를 설립했다. 합병의 결과로 카니발 코퍼레이션과 P&O 프린세스는 통합되어 11개의 크루즈선 브랜드를 보유한 카니발 코퍼레이션을 형성했다. 이 회사는 미국과 영국에 모두 등록된 이중 상장 기업으로, 이전 P&O 프린세스 크루즈는 카니발 plc로 재상장되었으며, 이는 카니발 영국으로 더 잘 알려져 있으며, 큐나드 라인과 P&O 크루즈에 대한 경영 통제권을 가지고 있다. 미국 기반 회사로서 프린세스 크루즈의 경영 통제권은 카니발의 미국 사업부로 이전되었으며, 프린세스, 홀랜드 아메리카 라인, 시본 크루즈 라인, P&O 크루즈 오스트레일리아를 포괄하는 홀랜드 아메리카 그룹이 형성되었다.
2005년, 프린세스는 자사와 자매 브랜드 P&O 간에 두 척의 선박을 교환했다. 프린세스 크루즈의 첫 번째 전용 건조선인 로열 프린세스는 21년간의 운항을 마친 후 4월에 P&O 크루즈로 이전되었다. 프린세스는 P&O로부터 시 프린세스를 5월에 다시 인수했는데, 이는 불과 2년 전에 이전했던 것이었다.
2008년 4월 3일, 카니발 코퍼레이션의 회장인 미키 아리슨은 대침체로 인한 미국 달러의 낮은 가치, 인플레이션 및 높은 선박 건조 비용으로 인해 경제 상황이 개선되기 전까지는 미국 기반 브랜드(프린세스, 카니발 크루즈 라인, 홀랜드 아메리카 라인)에 새로운 선박을 주문하지 않을 것이라고 밝혔다.

### 2010–2021: 로열급, 코로나19 범유행

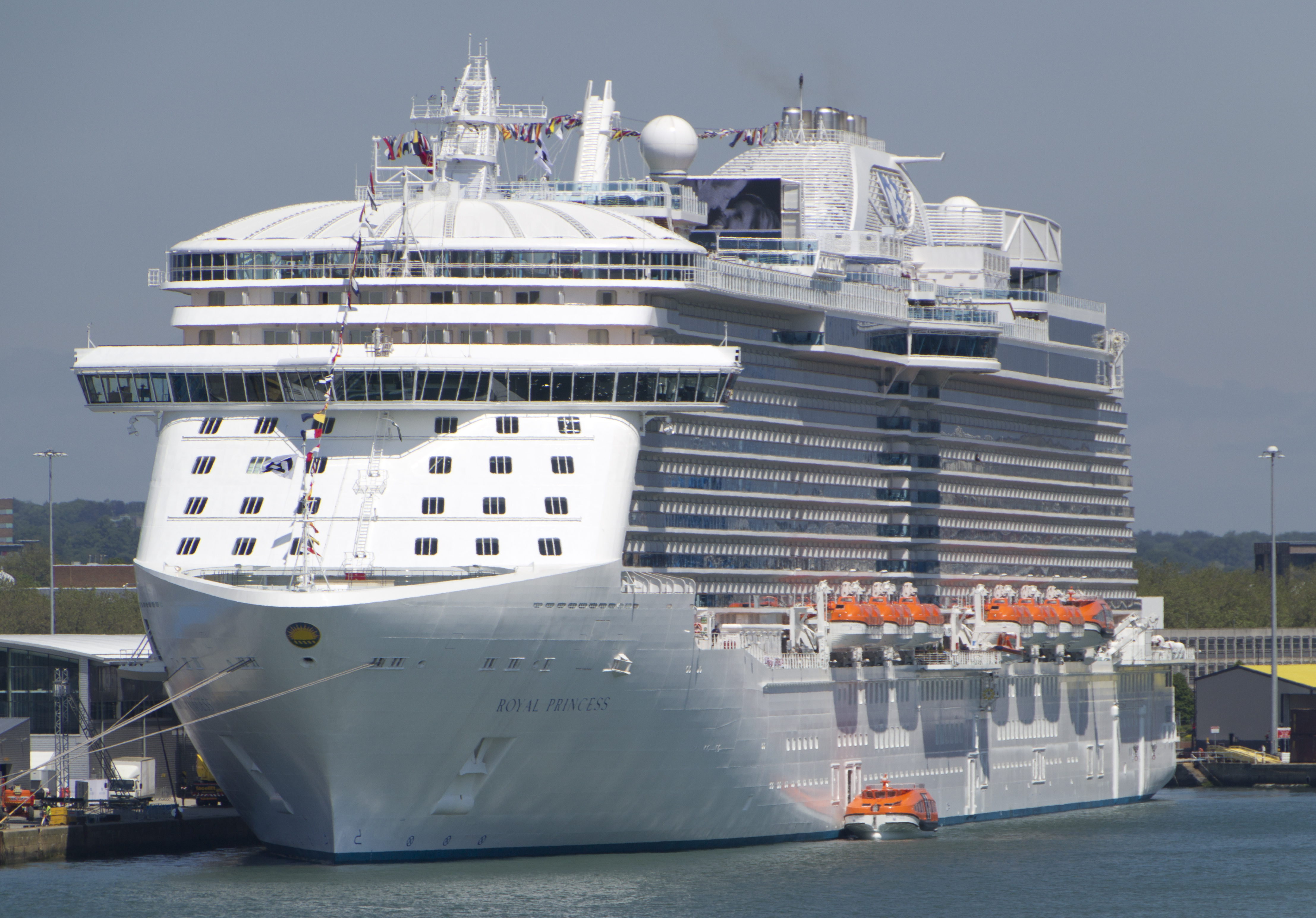
2013년에 건조된 로열 프린세스 (2013년 모습)는 프린세스 역사상 가장 큰 배가 되었다.

2010년 5월, 카니발 코퍼레이션은 프린세스를 위해 두 척의 새로운 3,600명 승객 수용 선박인 로열급 크루즈선을 건조하는 계약을 핀칸티에리와 체결했다. 140,000톤이 넘는 로열급 선박은 프린세스를 위해 건조된 선박 중 가장 큰 규모가 되었다. 프린세스의 이전 로열급 선박을 기념하여 명명된 로열 프린세스는 2013년에 운항을 시작하여 프린세스의 기함이 되었으며, 2014년에 리갈 프린세스가 그 뒤를 이었다. 2017년, 프린세스는 세 번째 로열급 선박인 마제스틱 프린세스의 인도를 통해 중화인민공화국에 추가 투자를 했는데, 이 선박은 관화 시장을 위해 설계되었으며 상하이시에 모항을 둘 예정이었다. 2019년 10월 스카이 프린세스 인도를 시작으로, 프린세스는 두 척의 로열급 선박(인챈티드 프린세스와 디스커버리 프린세스)을 추가로 인수하여 함대에 6척의 선박으로 해당 등급을 완성했다.

#### 코로나19 발발

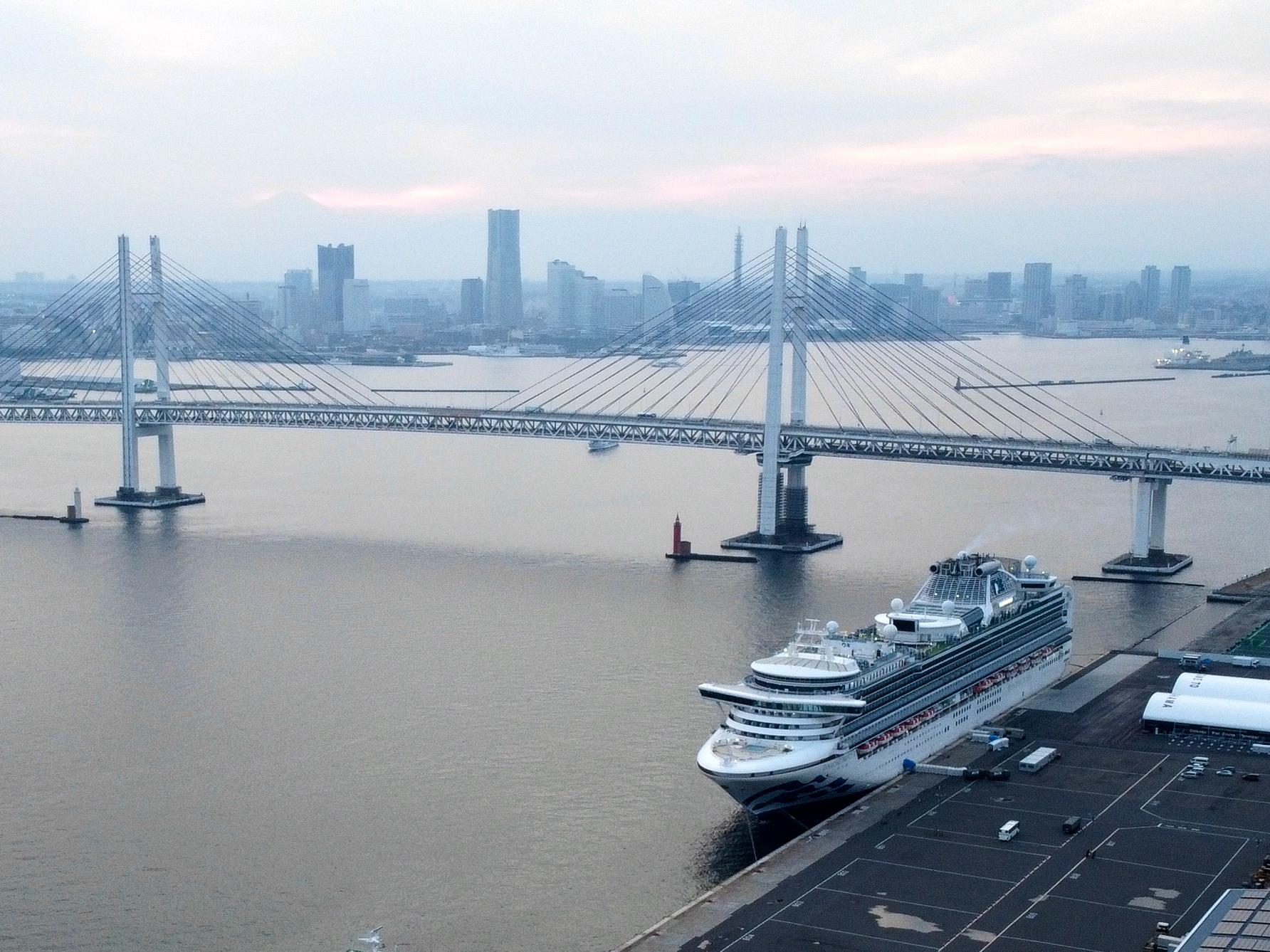
다이아몬드 프린세스의 코로나19 발생 이후, 이 선박은 2020년 3월 요코하마항의 다이코쿠 부두에서 청소 및 소독 과정을 거쳤다.

2020년, 프린세스는 코로나19 범유행의 영향을 받은 최초의 주요 크루즈 라인이 되었다. 2월 다이아몬드 프린세스호에서 발생한 감염으로 승선자 3,711명 중 712명이 감염되었다. 이 선박의 감염 발생과 요코하마시에서의 격리는 일본이 당시 의무화한 격리 절차를 처리하는 방식과, 프린세스가 처음에는 위험이 최소화될 것이라고 가정하고 격리 이전에 가장 낮은 수준의 프로토콜만 시작했다고 보도된 후 프린세스에 대한 전 세계적인 비판을 불러일으켰다. 이후 오스트레일리아의 루비 프린세스와 캘리포니아의 그랜드 프린세스를 포함한 여러 프린세스 선박에서 발생한 대규모 감염은 프린세스의 운항 중단을 가속화했으며, 더 넓은 산업은 팬데믹으로 인한 중단에 돌입했다.
2020년 운항 중단 기간 동안, 프린세스는 브랜드의 가장 오래된 선박들을 둘러싼 매각 추측이 증가한 후 원래 예상했던 것보다 일찍 4척의 선박과 결별했다. 이는 카니발 코퍼레이션이 비용 절감을 위해 전체 함대 톤수를 줄이겠다는 목표를 밝힌 후에 발생했다. 9월에 프린세스는 남아 있던 선급 선박 두 척인 선 프린세스와 시 프린세스를 매각했다. 선 프린세스는 나중에 피스보트에 인수되어 가장 큰 선박이 되었고, 이어서 퍼시픽 월드로 이름이 변경되었다. 다음 달인 10월, 프린세스는 골든 프린세스의 공식 이전과 스타 프린세스의 자매 브랜드 P&O 크루즈 오스트레일리아로의 이전 가속화를 발표했으며, 이는 함대에서 그랜드급 선박 두 척이 처음으로 이탈하는 것을 의미했다.

#### 팬데믹 이후 회복
운항 중단 기간 내내 프린세스는 예상보다 길어진 중단으로 인해 수개월 동안 승선한 채 대기 중이던 최소 인력으로 모든 선박에 인력을 배치했다. 프린세스는 2021년 7월 마제스틱 프린세스를 타고 시애틀에서 알래스카로 가는 일주일간의 항해를 시작으로 운항을 재개했다. 소비자 신뢰를 회복하기 위해 모든 승객은 출발 14일 전까지 코로나19 백신 접종을 완료해야 했다. 마스크 착용 및 사회적 거리두기에 관한 규정도 시행되었으며, 재개 초기 단계에서는 수용 인원이 줄었다. 첫 항해의 성공에 이어 2021년 11월 말까지 7척의 추가 선박이 운항을 재개했으며, 다이아몬드 프린세스의 재입항 후 2022년 11월 말까지 전체 함대가 운항되었다.

### 2022–현재: 모항 확장, 스피어급
미국 내 재개 초기 단계의 성공과 팬데믹 관련 국제 여행 제한에 대한 지속적인 불확실성 속에서, 2022년 3월 프린세스는 여러 선박을 원래 예정되었던 먼 모항에서 미국 내 모항으로 재배치할 것이라고 발표했다. 재배치의 일환으로 프린세스는 10년 이상 떠나 있었던 샌디에이고 항으로 2022년 9월에 다이아몬드 프린세스를 (나중에 "인력 문제"로 인해 2022년 11월로 연기됨) 돌아오고, 6년간 부재했던 갤버스턴 항으로 2022년 12월에 루비 프린세스를 복귀시킬 것이라고 밝혔다. 프린세스는 2023년 가을부터 갤버스턴에 더 큰 리갈 프린세스를 배치하고, 2024년 11월에는 카리브 프린세스를 통해 카나베랄 항을 네트워크에 도입하여 프린세스의 항구 데뷔를 기념하는 등 미국 시장에 대한 투자를 더욱 확대했다.

#### 스피어급
2018년 7월, 프린세스는 액화천연가스 (LNG)를 주 연료로 사용하는 175,000 GT급 신조선 두 척의 건조를 위해 핀칸티에리와 양해각서를 체결했다. 이 선박들은 이탈리아에서 건조되고 프린세스를 위해 의뢰된 가장 큰 선박이자, 함대에서 LNG로 운항하는 최초의 선박이 될 것이다. 최종 계약은 2019년 3월에 체결되었고, 선박 개발이 시작되었다. 프린세스는 2022년 9월과 2023년 5월에 각각 선두 선박과 두 번째 선박의 이름을 선 프린세스와 스타 프린세스로 공개했는데, 두 선박 모두 함대 역사상 세 번째로 각 이름을 사용하게 된다.
선 프린세스는 추가 기술 작업으로 인해 짧은 지연 후 2024년 2월에 데뷔했다. 스타 프린세스 또한 지연되어 현재 2025년 9월부터 운항할 예정이다.

## 함대

### 현재 함대
| 선박 | 건조년도 | 조선소            | 프린세스 서비스 기간 | 총 톤수  | 국기     | 비고 | 이미지   |
| 그랜드급 | 그랜드급 | 그랜드급          | 그랜드급             | 그랜드급 | 그랜드급 | 그랜드급 | 그랜드급 |
| --- | -------- | ----------------- | -------------------- | -------- | -------- | --- | -------- |
| 모든 그랜드급 선박은 네오파나맥스 유형으로 분류된다. 2016년 기준으로, 이 선박들의 파나마 운하 통과는 새로 개통된 아과 클라라 갑문을 통해 용이해졌다. |          |                   |                      |          |          | |          |
| 그랜드 프린세스 | 1998     | 핀칸티에리        | 1998–현재            | 틀:GT    | 버뮤다   | - 1998년 데뷔 당시 건조된 크루즈선 중 가장 크고 가장 비싼 선박 - 이 등급의 선두 선박 |          |
| 다이아몬드 프린세스 | 2004     | 미쓰비시 중공업   | 2004–현재            | 틀:GT    | 영국     | - 일본에서 건조된 두 척의 개조된 그랜드급 선박 중 하나로, 원래 사파이어 프린세스로 주문되었으나, 다이아몬드 프린세스 조선소 화재 후 이름이 변경되었음. 보석급으로 분류됨. - 일본과 동남아시아 전용으로 운항하도록 설비됨 - 추가 가스 터빈 엔진 장착 |          |
| 사파이어 프린세스 | 2004     | 미쓰비시 중공업   | 2004–현재            | 틀:GT    | 영국     | - 원래 다이아몬드 프린세스로 주문되었으나 건조 중 화재가 발생하여 인도 지연 및 선박 이름 변경으로 사파이어 프린세스로 개명되었다. - 일본에서 건조된 두 척의 개조된 그랜드급 선박 중 하나로, 보석급으로 분류됨 - 추가 가스 터빈 엔진 장착            |          |
| 카리브 프린세스 | 2004     | 핀칸티에리        | 2004–현재            | 틀:GT    | 버뮤다   | - 개조된 그랜드급 크루즈선, 카리브급으로 분류됨 |          |
| 크라운 프린세스 | 2006     | 핀칸티에리        | 2006–현재            | 틀:GT    | 버뮤다   | - 크라운 프린세스라는 이름을 가진 두 번째 선박 - 개조된 그랜드급 크루즈선, 크라운급으로 분류됨 |          |
| 에메랄드 프린세스 | 2007     | 핀칸티에리        | 2007–현재            | 틀:GT    | 버뮤다   | |          |
| 루비 프린세스 | 2008     | 핀칸티에리        | 2008–현재            | 틀:GT    | 버뮤다   | - 2008년 인도 당시 동급의 마지막 선박 |          |
| 코럴급 |          |                   |                      |          |          | |          |
| 코럴 프린세스 | 2002     | 아틀랑티크 조선소 | 2003–현재            | 틀:GT    | 버뮤다   | - 파나맥스 유형 - 이 등급의 선두 선박 |          |
| 아일랜드 프린세스 | 2003     | 아틀랑티크 조선소 | 2003–현재            | 틀:GT    | 버뮤다   | - 파나맥스 유형 - 아일랜드 프린세스라는 이름을 가진 두 번째 선박 - 2015년에 승객 정원 증가. |          |
| 로열급 |          |                   |                      |          |          | |          |
| 로열 프린세스 | 2013     | 핀칸티에리        | 2013–현재            | 틀:GT    | 버뮤다   | - 로열 프린세스라는 이름을 가진 세 번째 선박 |          |
| 리갈 프린세스 | 2014     | 핀칸티에리        | 2014–현재            | 틀:GT    | 버뮤다   | - 리갈 프린세스라는 이름을 가진 두 번째 선박 |          |
| 마제스틱 프린세스 | 2017     | 핀칸티에리        | 2017–현재            | 틀:GT    | 영국     | - 원래 관화 시장을 수용하도록 설비됨 |          |
| 스카이 프린세스 | 2019     | 핀칸티에리        | 2019–현재            | 틀:GT    | 버뮤다   | - 스카이 프린세스라는 이름을 가진 두 번째 선박 - 크루즈 라인 역사상 프린세스에서 가장 큰 배 세 척 중 첫 번째 - 이전 자매 선박보다 더 많은 승객실, 더 큰 승무원 보충 및 더 높은 승객 수용 능력을 특징으로 하는 세 자매 선박 중 첫 번째               |          |
| 인챈티드 프린세스 | 2020     | 핀칸티에리        | 2020–현재            | 틀:GT    | 버뮤다   | - 2020년 9월 인도되었으나, 크루즈 라인의 코로나19 운항 중단으로 2021년 11월에 운항 시작 |          |
| 디스커버리 프린세스 | 2022     | 핀칸티에리        | 2022–현재            | 틀:GT    | 버뮤다   | - 인도된 마지막 로열급 선박 - 2022년 1월 인도되어 2022년 3월 운항 시작 |          |
| 스피어급 |          |                   |                      |          |          | |          |
| 선 프린세스 | 2024     | 핀칸티에리        | 2024–현재            | 틀:GT    | 버뮤다   | - 프린세스의 첫 액화천연가스 동력 선박 - 프린세스를 위해 의뢰된 가장 큰 배 - 선 프린세스라는 이름을 가진 세 번째 선박 - 2024년 2월 14일 인도 - 첫 항해 2024년 2월 8일로 예정되었으나 연기됨                                                         |          |

### 미래 함대
| 선박          | 등급   | 건조년도 | 조선소     | 예정 인도일 | 총 톤수 | 국기   | 비고 | 이미지 |
| ------------- | ------ | -------- | ---------- | ----------- | ------- | ------ | --- | ------ |
| 스타 프린세스 | 스피어 | 2025     | 핀칸티에리 | 2025년 여름 | 틀:GT   | 버뮤다 | - 프린세스의 2번째 액화천연가스 동력 선박 - 선 프린세스의 자매 선박 - 스타 프린세스라는 이름을 가진 세 번째 선박 - 첫 항해는 2025년 8월 4일로 예정되었으나 2025년 10월 4일로 연기됨 |        |

### 이전 함대
| 선박              | 프린세스 서비스 기간 | 톤수         | 서비스 비고 | 운명                                                                                         | 이미지      |
| 다양한 등급       | 다양한 등급          | 다양한 등급  | 다양한 등급 | 다양한 등급                                                                                  | 다양한 등급 |
| ----------------- | -------------------- | ------------ | --- | -------------------------------------------------------------------------------------------- | ----------- |
| 프린세스 패트리샤 | 1965–1966            |              | - 함대의 첫 프린세스 선박 - 1949년 건조, 1995년 타이완에서 해체 | 1995년 해체                                                                                  |             |
| 프린세스 이탈리아 | 1967–1973            |              | - 2002년부터 2010년까지 루이 크루즈 라인에서 MS 사파이어로 운항 - 2012년 해체 매각 | 2012년 해체                                                                                  |             |
| 프린세스 카를라   | 1968–1970            |              | - 1952년 프렌치 라인의 플란드르로 건조 - 코스타 소유였으나 프린세스에 전세 - 이름은 변경되지 않았지만 프린세스는 이 배를 프린세스 카를라로 마케팅 - 코스타가 에피로티키 라인에 매각하고 팔라스 아테나로 개명 - 1994년 화재로 파괴된 후 해체 매각 | 1994년 화재로 파괴 후 해체                                                                   |             |
| 선 프린세스       | 1974–1989            |              | - 노르웨이 크루즈 라인의 시워드로 주문되었으나, 1972년 P&O 크루즈에 의해 런던의 정신으로 완성 - 2012년부터 룽펑 오션 (홍콩) 디럭스 크루즈 리미티드에서 오션 드림으로 운항 - 2016년 2월 전복 및 침몰 | 2016년 침몰 후 현장에서 해체                                                                 |             |
| 시 프린세스       | 1979–1995            |              | - 1966년 스웨덴 아메리칸 라인 선박 쿵스홀름으로 건조 - P&O 크루즈로 이전되어 빅토리아로 운항 - 2008년부터 로드 넬슨 시리젠에서 MS 모나 리사로 운항 - 2012년부터 2013년까지 오만에서 베로니카, 선박 호텔로 운영 - 2016년 알랑에서 해체를 위해 정박 | 2016년 해체                                                                                  |             |
| 로열 프린세스     | 1984–2005            |              | - 프린세스 크루즈를 위해 특별히 건조된 첫 번째 선박 - 웨일스 공비 다이애나가 명명 - 모든 객실이 외부를 향하는 최초의 크루즈선 - 2005년부터 2011년까지 P&O 크루즈에서 아르테미스로 운항 - 2011년 피닉스 리젠으로 이전되어 MV 아르타니아로 운항 중 | 피닉스 리젠에서 아르타니아로 운항 중                                                         |             |
| 스카이 프린세스   | 1988–2000            |              | - 시트마 크루즈를 위해 페어스카이로 건조 - 2011년 풀만투르 크루즈에서 애틀랜틱 스타로 운항 - 2013년 터키 알리아가에서 해체. | 2013년 해체                                                                                  |             |
| 스타 프린세스     | 1989–1997            |              | - 원래 시트마 크루즈를 위해 페어 마제스티로 주문되었으나, 프린세스 크루즈에 의해 완성 - 1997년 P&O 크루즈로 이전되어 MV 아카디아로 운항. - 2003년 오션 빌리지로 이전되어 오션 빌리지로 운항 - 2010년 P&O 크루즈 오스트레일리아로 이전되어 퍼시픽 펄로 운항 - 크루즈 & 해상 항해에 매각되어 MV 콜럼버스로 운항 - 2020년 경매로 시제트에 매각 - 2021년 해체 매각                                                                                                | 2021년 해체                                                                                  |             |
| 골든 프린세스     | 1993–1996            |              | - 1973년 로열 바이킹 스카이로 건조 - 1993년부터 1996년까지 프린세스에 전세 - 스타 크루즈에 매각되어 슈퍼스타 카프리콘으로 개명 - 2005년부터 2020년까지 프레드. 올슨 크루즈 라인에서 MV 보우디카로 운항 - 2021년 해체 매각 | 2021년 해체                                                                                  |             |
| 퍼시픽급          |                      |              | |                                                                                              |             |
| 퍼시픽 프린세스   | 1974–2002            |              | - 1971년 플래그십 크루즈의 시 벤처로 건조 - TV 쇼 사랑의 유람선 (1977년 드라마)에 주요하게 출연 - 2008년부터 퀘일 크루즈에서 퍼시픽으로 운항 - 2013년 해체 | 2013년 해체                                                                                  |             |
| 아일랜드 프린세스 | 1974–1999            |              | - 1972년 플래그십 크루즈의 아일랜드 벤처로 건조 - TV 쇼 사랑의 유람선 (1977년 드라마)에도 출연 - 2002년부터 2013년까지 보야지 오브 디스커버리에서 MV 디스커버리로 운항 - 크루즈 & 해상 항해에서 같은 이름으로 운영 - 2014년 해체 매각 | 2014년 해체                                                                                  |             |
| 삭소니아급        |                      |              | |                                                                                              |             |
| 페어 프린세스     | 1988–1997            |              | - 1956년 큐나드 라인의 RMS 카린시아로 건조 - 1968년 시트마 크루즈를 위해 재건축 - 2005년 인도 알랑에서 해체. | 2005년 해체                                                                                  |             |
| 던 프린세스       | 1988–1993            |              | - 1957년 큐나드 라인의 RMS 실베이니아로 건조 - 1968년 시트마 크루즈를 위해 재건축 - 2004년 인도 알랑에서 해체. | 2004년 해체                                                                                  |             |
| 크라운급          |                      |              | |                                                                                              |             |
| 크라운 프린세스   | 1990–2002            |              | - 원래 시트마 크루즈를 위해 렌초 피아노가 설계했으며, 프린세스 크루즈에 의해 완성 - 2002년부터 2004년까지 아로사 크루즈에서 아로사 블루로 운항 - 2004년부터 2007년까지 아이다 크루즈에서 아이다블루로 운항 - 2007년부터 2009년까지 오션 빌리지에서 오션 빌리지 투로 운항 - 2009년부터 2019년까지 P&O 크루즈 오스트레일리아에서 퍼시픽 주얼로 운항 - 2019년부터 2020년까지 잘레쉬 크루즈에서 카르니카로 운항 - 2020년 해체 매각                                | 2020년 해체                                                                                  |             |
| 리갈 프린세스     | 1991–2007            |              | - 원래 시트마 크루즈를 위해 렌초 피아노가 설계했으며, 프린세스 크루즈에 의해 완성 - 2007년부터 2020년까지 P&O 크루즈 오스트레일리아에서 퍼시픽 던으로 운항. - 2019년 크루즈 & 해상 항해에 매각되어 2021년 이전 예정이었음. CMV가 관리 상태에 들어가면서 이전이 취소됨. - 2020년 오션 빌더스에 매각되어 파나마의 떠다니는 호텔 사토시로 운영. 자금 문제로 프로젝트는 결국 포기됨. - 2021년 새로운 스타트업 앰배서더 크루즈 라인에 매각된 후 앰비언스로 운항 중 | 앰배서더 크루즈 라인에서 앰비언스로 운항 중                                                  |             |
| 선급              |                      |              | |                                                                                              |             |
| 오션 프린세스     | 2000–2002            |              | - 2002년부터 2020년까지 P&O 크루즈에서 MV 오세아나로 운항 - 2020년 시제트에 매각되어 MV 퀸 오브 더 오션스로 운항 중 | 퀸 오브 더 오션스로 계선 중                                                                  |             |
| 던 프린세스       | 1997–2017            |              | - 던 프린세스라는 이름을 가진 두 번째 선박 - 2017년 P&O 크루즈 오스트레일리아로 이전되어 퍼시픽 익스플로러로 개명. - 2021년에 퍼시픽 익스플로러로 개명됨 - 2025년 스타 크루즈에 합류 예정 | 2017년 퍼시픽 익스플로러로 P&O 기함으로 운항 후 2025년 스타 보이저로 개명되어 현재 운항 중   |             |
| 선 프린세스       | 1995-2020            |              | - 선 프린세스라는 이름을 가진 두 번째 선박 - 1984년 로열 프린세스 이후 프린세스 크루즈를 위해 특별히 건조된 첫 신조 선박. 2020년 코로나바이러스감염증-19 범유행으로 인해 매각되고 퍼시픽 월드로 개명 | 퍼시픽 월드로 운항 중                                                                        |             |
| 시 프린세스       | 1998-2020            |              | - 시 프린세스라는 이름을 가진 두 번째 선박 - 2003년부터 2005년까지 P&O 크루즈의 아도니아였음. 2020년 코로나바이러스감염증-19 범유행으로 인해 매각. | MS 드림으로 운항 중                                                                          |             |
| 그랜드급          |                      |              | |                                                                                              |             |
| 골든 프린세스     | 2001–2020            | 108,865 tons | - 골든 프린세스라는 이름을 가진 두 번째 선박 - 2020년 10월 P&O 크루즈 오스트레일리아로 이전 - 2021년에 퍼시픽 어드벤처로 개명됨 - 2025년 3월 카니발 크루즈 라인에 합류 예정 - 2025년 3월 카니발 어드벤처로 개명됨 | 2021년 퍼시픽 어드벤처로 P&O 기함으로 운항 후 2025년 카니발 어드벤처로 개명되어 현재 운항 중 |             |
| 스타 프린세스     | 2002–2020            | 108,977 tons | - 스타 프린세스라는 이름을 가진 두 번째 선박 - 2020년 10월 P&O 크루즈 오스트레일리아로 이전 - 2021년 11월 이전 예정이었으나 코로나19 범유행으로 인해 앞당겨짐 - 2021년에 퍼시픽 인카운터로 개명됨 - 2025년 3월 카니발 크루즈 라인에 합류 예정 - 2025년 3월 카니발 인카운터로 개명됨 | 2021년 퍼시픽 인카운터로 P&O 기함으로 운항 후 2025년 카니발 인카운터로 개명되어 현재 운항 중 |             |
| R급               |                      |              | |                                                                                              |             |
| 로열 프린세스     | 2007–2011            |              | - 2001년 르네상스 크루즈의 R 에이트로 건조 - 프린세스에 임대되어 로열 프린세스라는 두 번째 이름으로 개명 - 2011년 P&O 크루즈로 이전되어 아도니아로 운항 - 2016년 패덤으로 이전되어 아도니아로 운항 - 2017년 P&O 크루즈로 복귀 - 2019년부터 아자마라 퍼수트로 개명되어 현재 운항 중 | 아자마라 퍼수트로 운항 중                                                                    |             |
| 오션 프린세스     | 2002–2016            |              | - 1999년 르네상스 크루즈의 R 포로 건조 - 프린세스에 임대되어 타히티 프린세스로 개명 - 2009년 오션 프린세스라는 두 번째 이름으로 개명. - 2016년 3월 오세아니아 크루즈에 매각되어 시레나가 됨. | 시레나로 운항 중                                                                             |             |
| 퍼시픽 프린세스   | 2002–2021            |              | - 1999년 르네상스 크루즈의 R 스리으로 건조 - 프린세스에 임대되어 퍼시픽 프린세스라는 두 번째 이름으로 개명 - 2021년 1월 아자마라 크루즈에 매각되어 아자마라 온워드가 됨 | 아자마라 온워드로 운항 중                                                                    |             |

## 사고 및 사건
프린세스 크루즈는 1998년 제너럴 일렉트릭과 체결한 계약으로 인해 발생한 파생적 손해 및 손실 이익과 관련하여 소송에 휘말렸다. 제너럴 일렉트릭은 스카이 프린세스에 대한 검사 및 수리 서비스를 제공하기로 했다. 터빈 회전자에 표면 녹이 발견되자, 터빈은 청소 및 균형 조정을 위해 육상으로 옮겨졌으나, 의도치 않게 양질의 금속이 제거되었다. 이로 인해 회전자가 불안정해져 추가 작업이 수행되는 동안 프린세스 크루즈는 10일짜리 크루즈 두 개를 취소해야 했다. 프린세스는 원래 약 460만 달러를 배상받아 승소했으나, 상소에서 제너럴 일렉트릭에 유리하게 판단이 뒤집혔고, 프린세스 크루즈는 계약 금액인 23만 2천 달러 미만을 회수하는 데 그쳤다.

### 해양 오염
2013년 8월 26일, 캐리비안 프린세스호 승무원들은 영국 남부 해안에서 기름에 오염된 폐기물 4,227 갤런을 고의로 방류했다. 이 방류는 선박의 선상 오염 통제 시스템을 불법적으로 개조한 것으로, 새로 고용된 엔지니어에 의해 촬영되었다. 선박이 그 후 사우샘프턴에 정박했을 때, 엔지니어는 사임하고 영국 해상 및 해안 경비대에 방류 사실을 보고했다. 미국 법무부 환경 천연자원국 (ENRD)이 착수한 조사 결과, 2005년부터 캐리비안 프린세스와 다른 4척의 프린세스 선박 – 스타 프린세스, 그랜드 프린세스, 코럴 프린세스, 골든 프린세스 – 에서 이 관행이 이루어지고 있었음이 밝혀졌다.
2016년 12월, 프린세스는 7건의 중죄 혐의에 대해 유죄를 인정하고 4천만 달러의 벌금을 지불하기로 합의했다. 이 혐의는 플로리다, 메인, 매사추세츠, 뉴저지, 뉴욕, 로드아일랜드, 사우스캐롤라이나, 텍사스, 버지니아, 미국령 버진아일랜드 및 푸에르토리코 해안에서의 불법 방류와 관련이 있었다. 합의의 일환으로, 카니발 코퍼레이션과 홀랜드 아메리카 라인을 포함한 8개 카니발 회사 소속 크루즈선은 독립적인 감사와 법원 임명 감시자를 통해 5년간 법원 감독 환경 규정 준수 계획에 따라 운영해야 한다. 이 벌금은 "고의적인 선박 오염 관련 최대 규모의 형사 처벌"이었다.
2016년 보호관찰 조건 위반으로 카니발 코퍼레이션과 프린세스는 2019년에 2천만 달러의 추가 벌금을 지불하라는 명령을 받았다. 새로운 위반 사항에는 바하마 해역으로 플라스틱을 방류한 것, 기록을 위조한 것, 법원 감독을 방해한 것이 포함되었다.

### 코로나19 범유행
코로나19 범유행 기간 동안, 크루즈 라인의 여러 선박은 다이아몬드 프린세스와 루비 프린세스를 포함하여 질병의 주요 감염 클러스터가 되어 전 세계로 퍼져나갔다. 2월까지 다이아몬드 프린세스호에서는 712건의 확진 사례가 발생했으며, 이 중 11명이 결국 사망했다. 이는 전 세계적인 관심을 끌었고 여러 국가에서 자국민을 이 선박에서 송환하게 만들었다. 질병이 팬데믹으로 선언되기 직전, 루비 프린세스는 2,700명 이상의 승객을 태운 채 코로나19 확진 사례가 전 세계적으로 증가함에도 불구하고 공해로 항해했다. 4월 중순까지 호주 승객만 852명의 확진 사례가 발생했으며, 21명이 사망했다. 이후 감염된 승객이 오스트레일리아로 하선하면서 국가적 팬데믹이 악화되었고 인도주의적 위기를 초래했다.
기타 관련 사건:
- 선 프린세스는 2020년 2월 13일 마다가스카르 항구에 입항이 허용되지 않았는데, 14일 이내에 SARS-CoV-2 확진 사례가 있던 태국을 방문했기 때문이다. 이 선박은 3월 1일 레위니옹에 정박했으나, 승객들은 SARS-CoV-2 검사를 주장하며 항구 지역을 떠나지 못하게 하려는 약 30명의 군중의 반대에 부딪혔다. 승객들에게 미사일이 던져졌고, 경찰은 최루탄을 발사했다.[94]
- 그랜드 프린세스호의 승무원 한 명이 15일 전에 로열 프린세스호로 옮겨갔는데, 미국 질병통제예방센터 (CDC)는 2020년 3월 8일 코로나바이러스감염증-19 감염으로 인해 "운항 금지 명령"을 내렸고, 이로 인해 프린세스 크루즈는 로스앤젤레스를 출발하기 전 멕시코로 가는 7일 크루즈를 취소해야 했다.[95]
- 3월 7일, 리갈 프린세스호는 승무원 두 명에 대해 SARS-CoV-2 검사를 실시하고, 검사 결과가 나올 때까지 거의 하루 동안 에버글레이즈 항에 정박을 지연했다.
  - 승선 승객 중 한 명이 크루즈에서 코로나19에 감염되어 사망했으며, 이로 인해 추가 감염으로 인해 선박이 샌프란시스코 해안에서 격리되었다.[96]
- 2020년 3월 20일, 루비 프린세스호의 승객 3명과 승무원 1명이 코로나19 양성 반응을 보였다고 발표되었다.[97] 이 선박은 시드니 항에 정박했으며, 승객들은 양성 반응이 나오기 전에 하선했다.[98] 이 선박은 1,100명의 승무원과 2,700명의 승객을 태우고 시드니로 돌아왔으며, 아픈 13명은 바이러스 검사를 받았다.[99] 2020년 4월 5일, 뉴사우스웨일스주 경찰은 루비 프린세스 운영사가 수천 명의 승객이 시드니에서 하선하기 전 잠재적 코로나바이러스 사례를 축소했는지에 대해 형사 조사를 시작했다고 발표했다.[100]
- 2021년 1월 6일, 프린세스 크루즈는 2021년 5월 14일까지 크루즈 운항을 취소할 것이라고 발표했다.[101][102]

2020년 말에는 대부분의 크루즈 라인 운항이 중단되었다. 2021년 1월 6일 기준으로, 모든 프린세스 운항은 최소 2021년 5월 14일까지 취소되었다.